# Grande rivière Noire
Pour les articles homonymes, voir rivière Noire.
La Grande rivière Noire (anglais : Big Black River) est un cours d’eau traversant la région administrative de Chaudière-Appalaches, au Sud du Québec, au Canada et le Nord du Maine, aux États-Unis.
Son cours coule dans :
- Montmagny (municipalité régionale de comté) (MRC) : municipalité de Sainte-Apolline-de-Patton ;
- L’Islet (MRC) : municipalités de Saint-Adalbert, Saint-Marcel (Québec), Sainte-Félicité (L'Islet) et Saint-Pamphile ;
- le Comté d'Aroostook dans le North Maine Woods dans l'État du Maine : du canton T14 R18 WELS jusqu’au canton T15 R14 WELS.

Le plus bas record de température de tous les temps enregistré sur le territoire du Maine, soit −50 F, a été enregistré à une station météorologique le long de la Grande rivière Noire (Big Black River) le 16 janvier 2009. Le précédent record était de −48 F, établi à Van Buren, le 19 janvier 1925.

## Hydrographie
La Grande rivière Noire prend sa source à l'embouchure du lac du Dos de Cheval (longueur : 0,5 km ; altitude : 383 m), situé en zone de marais dans le canton de Talon dans la municipalité de Sainte-Apolline-de-Patton, dans les Monts Notre-Dame. Cette source est située à :
- 12,7 km au Nord-Ouest de la frontière canado-américaine ;
- 7,8 km à l’Est du centre du village de Sainte-Apolline-de-Patton ;
- 9,3 km au Nord-Ouest du centre du village de Sainte-Lucie-de-Beauregard ;
- 40,9 km au Sud-Est du pont de la route 132 de la ville de Montmagny (Québec).

À partir de l'embouchure du lac du Dos de Cheval, la Grande rivière Noire coule sur 77,9 km dont 32,9 km au Québec et 45,0 km dans le Maine, selon les segments suivants :
Cours supérieur de la Grande rivière Noire (segment de 12,2 km au Québec)
- 1,2 km vers le Nord-Est dans Sainte-Apolline-de-Patton, jusqu'à la limite de la municipalité de Saint-Adalbert ;
- 0,7 km vers le Nord-Est dans Saint-Adalbert, jusqu'à la confluence de la rivière Rocheuse (venant du Nord-Ouest) ;
- 0,9 km vers le Sud-Est, jusqu'à un ruisseau (venant du Sud-Ouest) ;
- 3,8 km vers le Nord-Est, jusqu'à la limite de la municipalité de Saint-Marcel (Québec) ;
- 1,4 km vers le Nord-Est en zone de marais jusqu'à la confluence de la rivière Buckley (venant du Nord) ;
- 1,8 km vers le Nord-Est, jusqu'à la route 285 ;
- 2,4 km vers le Nord-Est, en recueillant les eaux du ruisseau de la Fromagerie, jusqu'à la confluence de la Grande rivière Noire Est ;

Cours intermédiaire de la Grande rivière Noire (segment de 20,7 km au Québec, en aval de la Grande rivière Noire Est)
- 1,3 km vers le Nord-Est dans Saint-Marcel, jusqu'à la rivière Ratsoul (venant du Nord-Ouest) ;
- 3,2 km vers le Nord-Est, jusqu'à la limite de Saint-Adalbert ;
- 2,6 km vers le Nord-Est dans Saint-Adalbert, en recueillant les eaux du ruisseau Mort (venant du Sud-Est), jusqu'à la limite de la municipalité de Sainte-Félicité ;
- 2,6 km vers le Nord-Est dans Sainte-Félicité, jusqu'à la confluence de la rivière Grand Calder ;
- 1,9 km vers l’Est, jusqu'à la limite de la ville de Saint-Pamphile ;
- 5,1 km vers l’Est dans Saint-Pamphile, en formant une courbe vers le Nord pour aller recueillir les eaux de la rivière à la Truite, jusqu’au pont du rang Double (route 204) ;
- 1,5 km vers le Sud-Est, jusqu’au pont du rang Simple qui est en parallèle à la frontière canado-américaine ;
- 2,5 km vers le Sud-Est, jusqu'à la frontière canado-américaine ;

Cours inférieur de la Grande rivière Noire (segment de 45,0 km au Maine en aval de la frontière canado-américaine)
À partir de la frontière canado-américaine, la Grande rivière Noire coule entièrement en zones forestières et montagneuses sur :
- 4,0 km vers l’Est dans le Township T14 R16 WELS du comté d’Aroostook, en recueillant les eaux du Good brook, jusqu'au pont de la route forestière ;
- 5,8 km vers le Sud-Est, en serpentant en fin de segment, jusqu'à la rivière Depot (venant du Sud) ;
- 12,6 km vers l’Est, puis vers le Nord, jusqu’à la Shields Branch qui est connu sous le nom de rivière Saint-Roch au Québec) ;
- 9,1 km vers le Sud-Est, jusqu’à un ruisseau (venant du Sud) ;
- 6,1 km vers le Nord, jusqu’à la confluence du Fivemile Brook qui est aussi connu sous le nom de rivière des Cinq Milles (venant du Nord-Ouest) située dans le T15 R14 WELS ;
- 4,7 km vers le Sud, jusqu’au Twomile Brook qui est aussi connu sous le nom de rivière des Deux Milles (venant du Nord) ;
- 2,7 km vers le Sud-Est, jusqu’à la confluence de la rivière[2].

La Grande rivière Noire se déverse dans un coude de rivière sur la rive Ouest du Fleuve Saint-Jean dans le Township T15 R13 WELS. Cette confluence est située à :
- 17,1 km au Sud-Est de la frontière canado-américaine (Québec-Maine) à la hauteur de Saint-Omer (Québec) ;
- 50,6 km au Sud-Ouest de la frontière canada-américaine (Nouveau-Brunswick-Maine) à Saint Francis (Maine).

À partir de la confluence de la Grande rivière Noire, le fleuve Saint-Jean coule vers l'Est et le Nord-Est en traversant le Maine, puis vers l'Est et le Sud-Est en traversant le Nouveau-Brunswick. Finalement le courant se déverse sur la rive Nord de la Baie de Fundy laquelle s’ouvre vers le Sud-Ouest sur l’Océan Atlantique.

## Toponymie
Le toponyme "Grande rivière Noire" a été officialisé le 5 décembre 1968 à la Commission de toponymie du Québec.